# Chrysobothris joellae
Chrysobothris joellae es una especie de escarabajo del género Chrysobothris, familia Buprestidae. Fue descrita científicamente por Bleuzen en 1993.